# Торус
Тор, торус (лат. torus) — випуклість, вал, вузол. Один з класичних давньогрецьких архітектурних обломів у формі загостреного вала, часто вживається в базі колон класичних ордерів. Тор будується по дугах кола або більш складних кривих.